# Histoire de la lutte entre la science et la théologie
A History of the Warfare of Science with Theology in Christendom
A History of the Warfare of Science with Theology in Christendom (traduction française : Histoire de la lutte entre la science et la théologie) est le titre d’un ouvrage paru en 1896 et rédigé par l’historien et diplomate américain Andrew Dickson White, cofondateur de l’université Cornell. L’auteur y tient une sorte de chronique, en deux volumes et vingt chapitres, de l’émancipation graduelle de la science occidentale vis-à-vis de la théologie chrétienne ― du moins sous sa forme dogmatique ― dans divers domaines. L’histoire scientifique et intellectuelle de la chrétienté s'y trouve ainsi expliquée par une opposition dialectique entre les pôles contraires de la religion révélée et de la science rationnelle.
Si l’embryon de ce livre fut certes un opuscule du même auteur destiné à répliquer aux attaques cléricales dont faisait l’objet, en raison de son orientation explicitement laïque, l’université Cornell dans les premières années de son existence, Dickson White, qui se défend de toute hostilité envers la religion chrétienne, postule au contraire que celle-ci a tout à gagner à abandonner le terrain du savoir objectif, à ne plus s’acharner à défendre les mythes bibliques contre les vérités historiques et scientifiques, et à se confiner désormais à ce qu’il nomme son champ propre, savoir : la moralité (la Règle d’or) et l’examen des fins dernières et de l'être suprême (reconnaissance d’une Puissance de l’univers).
L’ouvrage, qui eut un grand retentissement et connut plusieurs rééditions et traductions (notamment en français), reçoit un accueil mitigé de la part des historiens modernes, qui critiquent sa grille d’interprétation par trop manichéiste et mécanique, impropre à appréhender une réalité beaucoup plus nuancée que ce qu'en dit l"auteur, et dénoncent les a priori idéologiques de celui-ci.

## Genèse et contexte
La genèse de l’ouvrage est évoquée et mise en contexte par l’auteur lui-même dans son introduction. White fait le lien avec l’université Cornell, cofondée par lui une trentaine d’années auparavant, et avec les tentatives entreprises par des prêtres zélés, dans les premières années d’existence de cette institution, de dissuader les jeunes gens à s’y inscrire. White, alors âgé de 37 ans, adopta tout d’abord une attitude défensive et bienveillante, s’employant à apaiser les réticences du public; cependant, s’apercevant bientôt qu’une attitude défensive ne faisait qu’empirer les choses, White résolut de passer à l’offensive et de répliquer vigoureusement aux diverses attaques lancées depuis les chaires à prêcher et par la presse religieuse contre la charte de l’université, laquelle prévoyait que l’institution ne devait être sous la domination d’aucun parti politique ni d’aucune secte religieuse. Cette nouvelle attitude de White se traduisit notamment par la tenue en décembre 1869 d’une conférence intitulée The Battlefields of Science (litt. les Champs de bataille de la science), conférence dont le texte fut reproduit le lendemain dans le New-York Tribune, puis incorporé dans un opuscule titré The Warfare of Science, dont la republication en Angleterre sera préfacée par John Tyndall.
Sur ces entrefaites, le professeur John William Draper avait fait paraître son The Conflict between Science and Religion, livre dont White, quelque admiratif qu’il fût de cet ouvrage, tint à se démarquer, en ce sens qu’il ne voyait pas ce conflit comme une lutte entre science et religion, mais entre science et théologie dogmatique.
Dans les années qui suivirent, White étoffa encore, en l’illustrant de nouveaux cas, son histoire de l’antagonisme entre science et religion. Cependant, dans le même temps, il s’appliqua à rétrécir la cible de ses attaques : de religion en 1869, l’auteur passa à ecclésiasticisme en 1876, dans le susnommé opuscule, et enfin à théologie dogmatique, terme dont il usera dans le livre complet en deux tomes, intitulé History of the Warfare of Science with Theology in Christendom, qu’il fera finalement paraître en 1896. Dans cette ultime version de sa thèse du conflit, White eut à cœur de distinguer nettement entre la théologie, qui s’obstinait à produire sans preuves des assertions sur le monde et se servait de la bible comme texte scientifique, et la religion, qui schématiquement consistait à reconnaître une Puissance de l’univers et à vivre selon la Loi. La religion, ainsi définie, cesse d’être en contradiction avec la science, voire en favorise le développement, alors que la théologie au contraire l’étouffe.
Dans son introduction, White rappelle l’idée qui sous-tendait originellement sa conférence de 1874 sur les champs de bataille de la science et qu’il énonce ainsi :

« Dans toute l’Histoire, l’ingérence dans les sciences, dans l’intérêt supposé de la religion, a entraîné, quelque consciencieuse qu’eût été une telle ingérence, les maux les plus effroyables, tant pour la religion que pour la science, et ce invariablement ; et d’autre part, tout examen scientifique mené sans entraves, si dangereux pour la religion qu’eussent pu sembler en leur temps certains des stades de cet examen, s’est invariablement traduit par le plus haut bien, autant pour la religion que pour la science. »

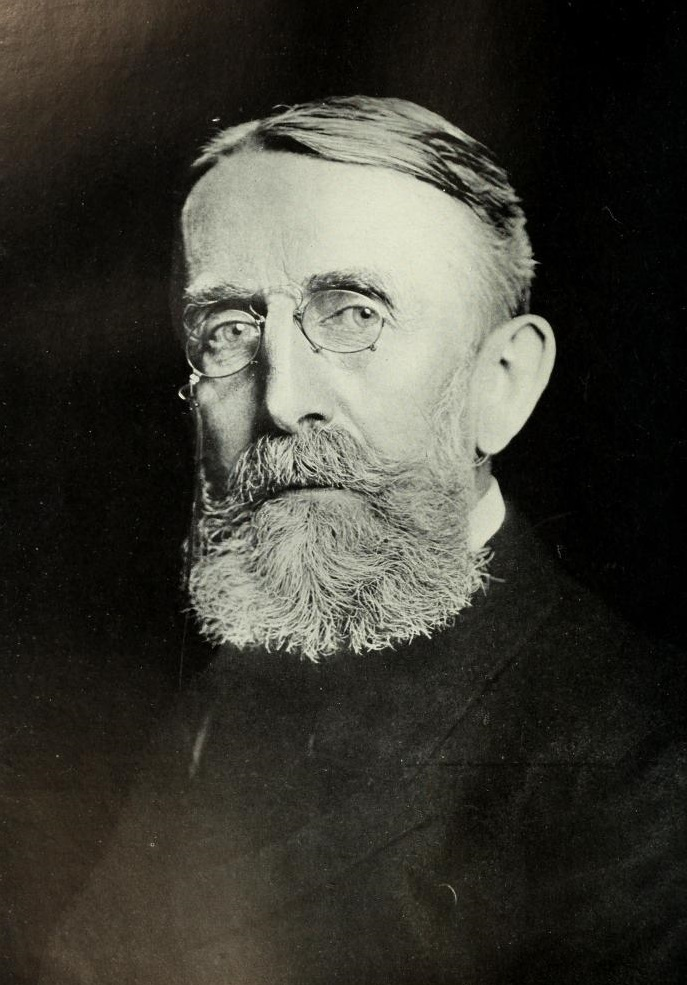
L'auteur de l'ouvrage, Andrew D. White, en 1902.

Dickson White se défend de tout anticléricalisme ou de toute hostilité vis-à-vis de la religion. Lui-même, aime-t-il à rappeler, avait été élevé en homme religieux, avait récemment été élu membre du conseil d’administration d’un établissement confessionnel d’enseignement supérieur, et nommé professeur dans un autre ; les personnes qui lui étaient les plus proches et les plus chères étaient de fervents croyants ; sur un plan plus personnel encore, ses plus intimes amitiés se portaient sur des hommes et des femmes profondément religieux ; et ses plus grandes sources de jouissance étaient l’architecture religieuse, la musique sacrée, et les formes plus pieuses de l’expression poétique. Ainsi, lui et Ezra Cornell, loin de vouloir nuire à la chrétienté, espéraient-ils au contraire, en donnant une orientation laïque à leur université, la favoriser ; mais, insiste-t-il, « nous ne confondions pas religion et sectarisme, et nous voyions dans le caractère sectaire des écoles supérieures et universités américaines dans leur ensemble une cause de la pauvreté de l’instruction de haut niveau que l’on dispensait alors dans nombre d’entre elles ».
White utilise la métaphore de la débâcle d’un fleuve au dégel, laquelle peut avoir des effets destructeurs par la masse de matériaux soudain mis en mouvement et susceptibles d’entraîner tout sur son passage ; de même le flux des connaissances en constant accroissement et des aperçus nouveaux risque d’emporter la barrière dressée par les croyances religieuses, laquelle barrière,

« quelque criblée et mince qu’elle soit à maints endroits, comporte un danger — celui d’une dislocation soudaine, désolante et calamiteuse, qui balayerait devant elle non seulement des croyances désuètes et des dogmes nocifs, mais aussi des principes et idéaux vénérés, voire désarticulerait les plus précieux fondements religieux et moraux du tissu social et politique tout entier. Mon espoir est d’aider — ne fût-ce qu’un peu — à dissoudre de manière graduelle et saine cette masse de déraison, afin que le flux de "religion pure et immaculée" puisse continuer de couler, large et limpide, bénédiction pour l’humanité. […] Ma conviction est que dans le champ qui leur sera laissé [aux gens d’église] — leur champ propre —, le clergé sera amené de plus en plus, comme il aura cessé de s’évertuer à contrarier les méthodes et conclusions scientifiques, à accomplir un travail plus noble et plus beau encore que tout ce qu’ils ont fait jusqu’ici. Et ceci n’est pas peu dire. Ma conviction est que la science, même si elle a de toute évidence conquis le terrain [naguère occupé par] la théologie dogmatique basée sur les textes bibliques et sur d’anciens modes de pensée, marchera la main dans la main avec la religion ; et que, si la domination théologique ne cessera assurément pas de décliner, la religion, prise comme la reconnaissance d’un "Pouvoir dans l’univers, autre que nous-mêmes, œuvrant pour la vertu", et comme l’amour de Dieu et de notre prochain, gagnera constamment en vigueur, non seulement dans les institutions américaines d’enseignement, mais dans le monde en général. »

## Contenu

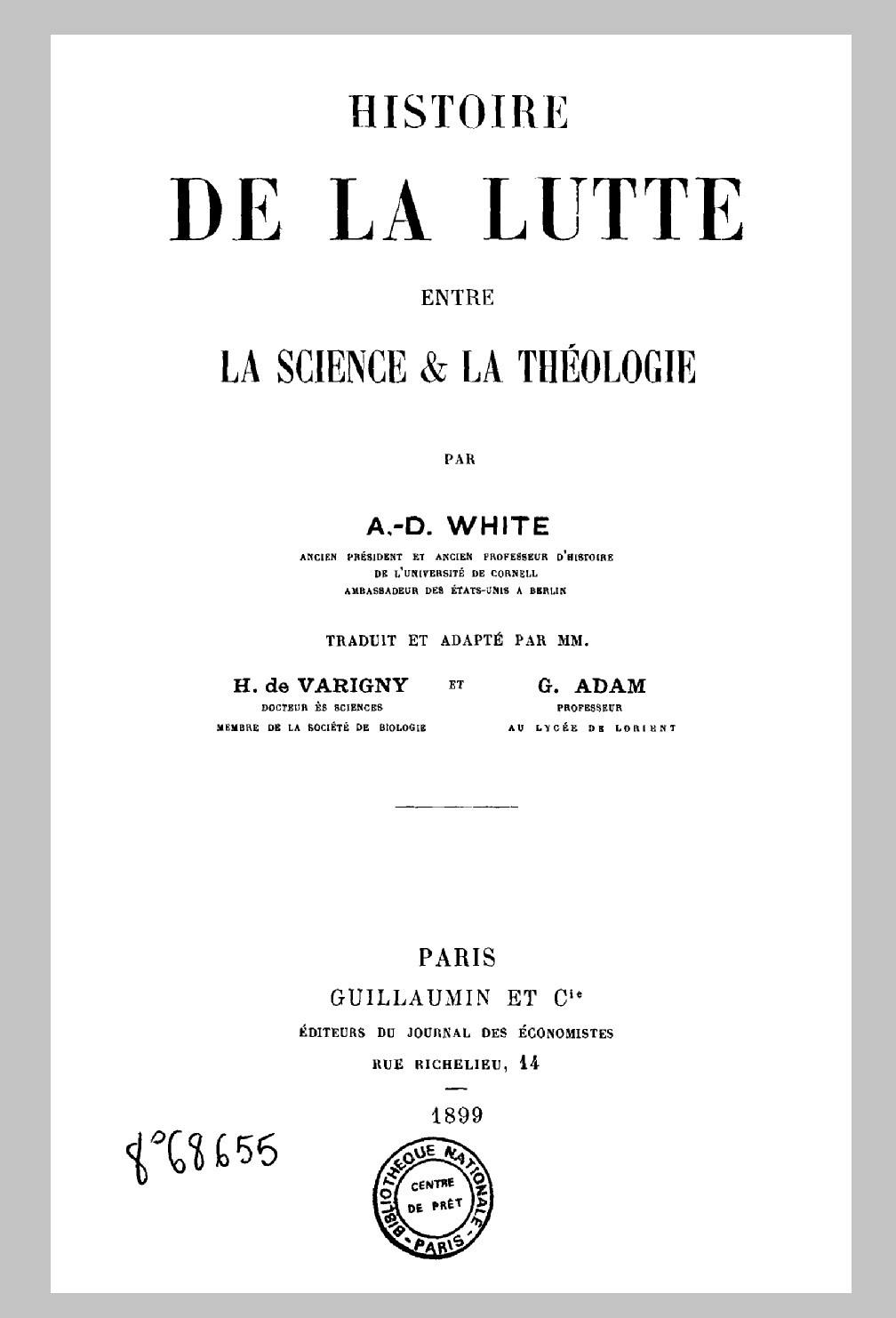
Page de titre de la version française de 1899.

Le livre se décompose en vingt chapitres, consacrés chacun à un champ particulier de l’activité scientifique (astronomie, archéologie, chimie, etc.). Le texte, écrit à l’intention du public général, s’applique, selon la volonté de l’auteur, à éviter autant que faire se peut les termes techniques et spécialisés, et, souligne l’auteur, à dire la vérité simplement telle qu’elle se présente à lui. Le succinct résumé, chapitre par chapitre, qui est donné ci-dessous se bornera à exposer brièvement les opinions et points de vue de l’auteur.
Chapitre 1 De la création à l’évolution
L’interprétation littérale du livre de la Genèse, qui avait conduit à la négation de la mort et de l’existence d’animaux sans utilité pour l’homme avant la survenue du péché, fit place à la reconnaissance du nombre énorme d’espèces animales au monde. Diverses idées évolutionnistes soulevées progressivement par Linné, Cuvier et Agassiz avaient permis l’avènement de la théorie de la sélection naturelle telle que proposée par Charles Darwin et Alfred Russel Wallace. L’opposition initiale de la théologie contre cette théorie céda graduellement la place à une attitude de compromis dans la plupart des églises.
Chapitre 2 Géographie
Les représentations sphériques de Pythagore, Platon et Aristote s’étaient substituées aux idées antérieures provenant des mythologies chaldéenne et égyptienne et postulant une terre plate. Les Pères de l'Église penchaient pour l’idée d’un toit solide ou firmament couvrant la terre, mais au Moyen Âge, la plupart préféreront se ranger à l’opinion d’autorités telles que Thomas d’Aquin et admettre la sphéricité de la terre ; Jérusalem était désignée centre du monde et le refus d’admettre l’existence des antipodes porta beaucoup d’auteurs à supposer que l’autre face du monde était totalement aqueuse. La contestation des antipodes ne cessera même pas plusieurs siècles après les voyages de Magellan et contribuera d’autre part à sous-estimer la taille de la terre, ce qui incidentellement aida Christophe Colomb. Les sentiments religieux par ailleurs stimulèrent l’expansion européenne à travers le globe.
Chapitre 3 Astronomie
La vision ptoléméenne d’un univers géocentrique fut, en dépit de représentations antérieures plus littérales, pleinement adoptée par l’Église, moyennant addition d’une sphère céleste immuable au-dessus des étoiles et d’un enfer sous la terre. Au seizième siècle, Copernic mit cette vision en doute, mais son livre ne fut publié qu’après sa mort, assorti d’une préface suggérant qu’il ne s’agissait que d’une simple hypothèse. Lorsque Galilée trouva à l’aide de son télescope des motifs supplémentaires à rejeter le système ptoléméen, il dut faire face à l’opposition tant des catholiques que des protestants, et fut contraint de renoncer à sa vision héliocentrique, laquelle ne fut pas acceptée formellement par l’Église avant le dix-neuvième siècle. En Angleterre, les attaques se poursuivirent jusqu’au dix-huitième.
Chapitre 4 Des « signes et présages » à la loi des cieux
Les comètes, météores et éclipses étaient généralement perçues par la plupart des civilisations anciennes comme signes avant-coureurs de quelque malheur. Bien que des explications naturelles des éclipses eussent été données dans l’ère chrétienne, les comètes et météores continuèrent d’être considérées comme des avertissements par Bède le Vénérable, Thomas d’Aquin et d’autres, ces phénomènes ne pouvant en effet se concilier avec les conceptions en vigueur relativement aux sphères célestes. Les tentatives d’écarter des universités et des congrégations ecclésiastiques les explications astronomiques persisteront jusqu’à la fin du dix-septième siècle.
Chapitre 5 De la Genèse à la géologie
Avant Léonard de Vinci, la chrétienté ne voulut prêter aucune attention aux débuts d’explication des fossiles fournies par les Grecs anciens, et au milieu du dix-neuvième siècle encore, Buffon se vit forcé par la faculté de théologie de la Sorbonne de rétracter de simples vérités géologiques. La doctrine de la création était incompatible avec l’existence d’animaux, en particulier de carnivores, antérieurs à la chute d’Adam, et la plupart des théories géologiques s’appuyaient sur le déluge, par lequel auraient fait éruption les « fontaines des grandes profondeurs ». Les attaques menées par des religieux contre des géologues comme William Buckland, Dean Conybeare et Adam Sedgwick se poursuivirent jusqu’au dix-neuvième siècle, au motif que la géologie n’était pas un « sujet licite de recherche » et qu’elle « attaquait la vérité de Dieu ». Buckland finit cependant par renoncer à sa croyance à un rôle particulier du déluge dans l’histoire géologique, tandis que la doctrine uniformitariste de Charles Lyell devait finir par l’emporter. Par la suite, la découverte par George Smith que le récit de la Genèse était une adaptation de mythes chaldéens plus anciens mit fin à la plupart des tentatives d’utiliser le déluge dans les sciences.
Chapitre 6 Antiquité de l’Homme, égyptologie et assyriologie
Le récit biblique était traditionnellement pris comme cadre de référence pour déterminer l’antiquité du genre humain, celle-ci étant ainsi estimée en 1640, sous le pape Urbain VIII, à 5199 années av. J.-C., et en 1650, sous l’évêque anglican James Ussher, à 4004 années av. J.-C. Auparavant déjà, Joseph Juste Scaliger avait préconisé de prendre en compte l’histoire de l’Égypte et de la Babylonie, et au cours du dix-huitième siècle, il devint de plus en plus difficile de concilier ces différentes chronologies. Au dix-neuvième siècle, Menes, le premier roi d’Égypte, à la tête d’une civilisation avancée, avec ses pyramides, ses sphinx et ses connaissances en astronomie, était daté à plus de 3000 ans av. J.-C. Manéthon donne des répertoires couvrant une période de 24 000 années avant ce règne. Des fouilles dans les zones inondables du Nil ont permis d’exhumer des poteries anciennes de 11 000 ans. Ces trouvailles sont confirmées par des datations indiquant un ordre de grandeur semblable en Assyrie et à Babylone.
Chapitre 7 Antiquité de l’Homme et Archéologie préhistorique

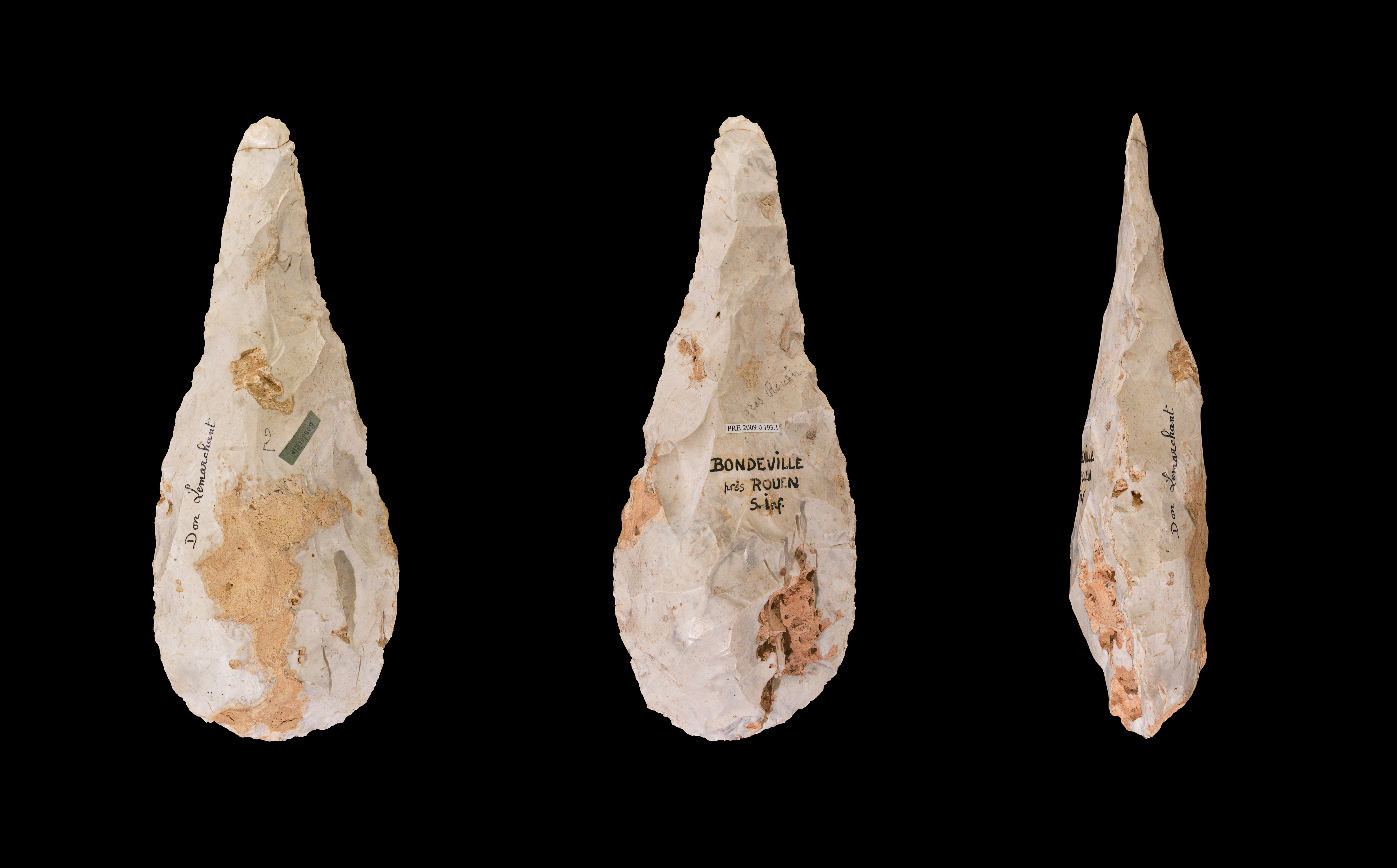
Biface Micoquien - Seine-Maritime, France - MHNT

Depuis les âges anciens, l’on avait découvert des bifaces ou coups-de-poing, appelées aussi pierres de foudre ou pierres de tonnerre, qu’on trouvait incorporés dans les murailles de Chaldée et suspendus autour du cou des morts égyptiens. Au Moyen Âge, ils étaient vénérés comme armes capables d’expulser Satan dans la « guerre des cieux ». À la fin du XVIe siècle, Michele Mercati tenta de prouver qu’ils s’agissait d’armes ou d’outils de races humaines précoces, mais ses constatations et celles ultérieures furent largement dédaignées jusqu’à ce que Jacques Boucher de Perthes publiât en 1847 le premier volume de son Antiquités celtiques et antédiluviennes, lequel volume comportait des gravures de quelques-uns parmi les milliers qu’il avait découverts le long de la Somme. En 1861, Edouard Lartet produisit les preuves de ce que l’Homme avait coexisté avec des animaux quaternaires aujourd’hui éteints, dont les ossements trouvés présentent des entailles, et révéla ensuite l’existence de peintures dans les cavernes des Eyzies et de la Madeleine. Des trouvailles subséquentes tendaient même à prouver que l’Homme a pu exister dès la période tertiaire et faisaient ressortir, écrit White, « la totale inadéquation de la chronologie donnée dans nos livres sacrés ».
Chapitre 8 La « Chute de l’Homme » et l’Anthropologie
La vision biblique d’une création parfaite de l’Homme précédant sa chute possède son parallèle dans les récits de l’âge d’or dans nombre de cultures. La thèse opposée, postulant que l’Homme s’est lentement élevé à partir de débuts bas et grossiers, a prévalu aussi en Grèce, notablement chez Lucrèce. La découverte de Cro-Magnon et d’autres crânes permit de montrer une forme crânienne se développant progressivement. Des trouvailles faites en Scandinavie et ailleurs mirent en évidence une progression d’outils en pierre à outils en bronze puis en fer. Des constructions préhistoriques indiquaient également l’existence d’un développement progressif, ce que vint confirmer aussi l’ethnographie comparative. Les tentatives de mettre en doute cette vision des choses n’ont pas été avalisées.
Chapitre 9 La « Chute de l’Homme » et l’Ethnologie
L’étude de groupes humains aux stades précoces du développement révèle maintes similarités avec les vestiges archéologiques égyptiens et hébraïques, ce qui tend à prouver une progression civilisationnelle en cours. Cette vision fut contestée par plusieurs personnalités par ailleurs libérales, dont l’archevêque Richard Whately et le duc d’Argyll, qui arguaient que des races barbares étaient des reliquats de races civilisées, non leurs précurseurs.
Chapitre 10 La « Chute de l’Homme » et l’Histoire
L’histoire comprend de nombreux exemples de groupes humains plus faibles qui, expulsés hors de la société, ne sombrèrent pas dans la barbarie, mais surent au contraire s’élever, même dans les circonstances les plus défavorables. D’autres civilisations, ayant décliné, furent remplacées par de plus riches. Ainsi, note White, « l’anthropologie et ses disciplines ancillaires, l’ethnologie, la philologie et l’histoire, ont fourni, au-delà du doute, les preuves d’une évolution ascendante de l’humanité ».
Chapitre 11 Du « Prince des puissances de l’air » à la météorologie
Le conceptions de l’Église primitive relatives au temps qu’il fait découlaient principalement de la vision d’un firmament (solide) au-dessus de la terre, peu importe qu’on imaginât celui-ci plat ou sphérique. Beaucoup d’écrits à ce sujet s’autorisaient de Bède, lequel pensait que le firmament se composait de glace. Albert le Grand s’employa à concilier les vues d’Aristote avec celles des Pères. Souvent cependant, on consacrait ses efforts à expliquer des phénomènes météorologiques évoqués dans les Écritures, tels que la promesse d’un arc-en-ciel faite à Noé, et on s’évertuait à imputer les orages aux démons. Les calamités climatiques — inondations, sécheresses, foudre — s’abattaient comme châtiments directs de Dieu pour les péchés des Hommes. Cette vision prévalut jusqu’au XVIIIe siècle. Les pires superstitions en rendaient les sorcières responsables et usaient de la torture pour leur en extorquer l’aveu. L’habitude d’attribuer les orages aux démons ne cessa qu’après l’expérience de Benjamin Franklin sur la foudre à l’aide d’un cerf-volant en 1752.
Chapitre 12 De la magie à la chimie et la physique
La magie, traitée avec tolérance dans l’Empire romain pour autant qu’elle fût pratiquée dans un but de guérison p.ex., était vue dans la chrétienté comme une interférence active de Satan. L’empereur Constantin édicta bientôt des lois sévères contre la magie et les magiciens, même s’il eut soin plus tard de spécifier que son propos visait les seuls usages maléfiques. Toutefois, les empereurs subséquents oublièrent cette distinction, et la répression de la magie s’intensifia. En 1317, lorsque le pape Jean XXII émit une bulle à l’encontre des alchimistes, il porta en même temps un grave coup d’arrêt aux débuts de la science chimique. En 1484, le pape Innocent VIII donna licence aux inquisiteurs armés du marteau des sorcières de torturer et de détruire des hommes et des femmes pour sorcellerie et magie en Allemagne. La Réforme fit peu pour changer cet état de choses. Roger Bacon se vit qualifié d’alchimiste superstitieux. La société scientifique de Giambattista della Porta fut dissoute à la fin du XVIe siècle. Même Robert Boyle fut attaqué par les ecclésiastiques d’Oxford. Les tentatives de s’opposer à l’enseignement scientifique se poursuivirent jusque dans le XIXe siècle.
Chapitre 13 Des miracles à la médecine
La chrétienté, suivant les enseignements du Christ le guérisseur, fut à l’origine de la création d’hôpitaux et d’infirmeries. L’on était enclin à hisser des cas de guérison normale en de subséquents récits de miracles, comme le montre l’exemple de saint François Xavier. Il en résulta un commerce de reliques curatives et la croyance dans le toucher royal. Pendant longtemps, l’on considéra la dissection comme un sacrilège et la chirurgie comme déshonorable. Jusqu’au XIVe siècle, l’hygiène était préconisée principalement par des médecins juifs et musulmans, et l’usage de remèdes physiques était passible d’une accusation de magie. Quand, au XVIe siècle, Vésale vint apporter ses nouveaux aperçus, beaucoup dans les églises se cramponnèrent aux vues dépassées de Claude Galien. Aux XVIIIe et XIXe siècles, il y eut de fortes oppositions religieuses à l’idée d’inoculation.
Chapitre 14 Du fétiche à l’hygiène
Les pestilences étaient fréquentes au Moyen Âge, mais l’idée s’était implantée que la propreté dénotait l’orgueil et la malpropreté l’humilité, ce qui porta beaucoup de grands saints à s’abstenir de se laver pendant des années. Les saintes reliques étant considérées comme ayant un pouvoir de guérison, les épidémies permettaient à l’Église de s’enrichir. Au XVIe siècle la survenue de maladies était souvent imputée aux hérétiques et aux sorcières, lesquels étaient alors fréquemment suppliciés. Ce n’est qu’au XIXe siècle que fut introduite l’hygiène scientifique.
Chapitre 15 De la « possession démoniaque » à la maladie mentale
Dans la Grèce et la Rome antiques, la vision de la démence comme maladie cérébrale se développa progressivement, mais fut délaissée par l’Église, qui croyait à la possession diabolique, en dépit des efforts de certains ordres religieux de sauvegarder les doctrines scientifiques. Cette attitude conduisit à la tendance à punir le malade mental pour combattre le diable, plus spécialement pour éradiquer l’orgueil de Satan. Des méthodes plus humaines ne furent introduites peu à peu qu’à partir du XVIIIe siècle.
Chapitre 16 Du diabolisme à l’hystérie
Dès le XIe siècle, il est fait mention de possessions diaboliques prenant la forme d’épidémies de furie, de danse et de convulsions, en particulier chez les femmes et les enfants. Le phénomène s’amplifia à la fin du XIVe siècle, à la suite de la peste noire. Au XVIe siècle, Paracelse souleva l’idée qu’il pût s’agir d’une affection physique, mais face aux nouvelles poussées de la maladie qui se produisirent au XVIIe siècle, notamment les possessions de Loudun et celles de Salem et de Wurtzbourg, l’on réagit derechef par des inculpations en sorcellerie. Les épidémies postérieures furent traitées par des moyens plus humains et plus rationnels.
Chapitre 17 De Babel à la philologie comparative
Chaque peuple tient que sa langue lui a été donnée par sa propre divinité. Le récit hébraïque invoque la tour de Babel comme source de la multiplicité des langues, mythe qui trouve des parallèles dans les mythologies hindoue et maya. L’Église primitive adopta la vision selon laquelle la langue originelle était l’hébreu, contre quoi même Grégoire de Nicée argumenta en vain. Il y eut quelques démêlés au XVIe siècle quand d’aucuns affirmèrent erronément que même les signes vocaliques de l’écriture hébraïque faisaient partie intégrante du texte infaillible, en perdant de vue que ces signes furent ajoutés par des scribes rabbiniques entre les IIe et XIe siècles. L’on s’évertua à faire remonter à l’hébreu les racines des langues européennes, entreprise qui culmina dans la bible polyglotte de l’évêque Brian Walton. Cette conception fut battue en brèche lorsqu’il fut démontré par le philologue William Jones que le sanskrit, apporté en Europe à l’origine par des missionnaires jésuites, était l’ancêtre commun de toutes les langues indo-européennes, verdict finalement accepté par les théologiens, à l’issue de quelques dernières escarmouches.
Chapitre 18 Des légendes de la mer Morte à la mythologie comparée

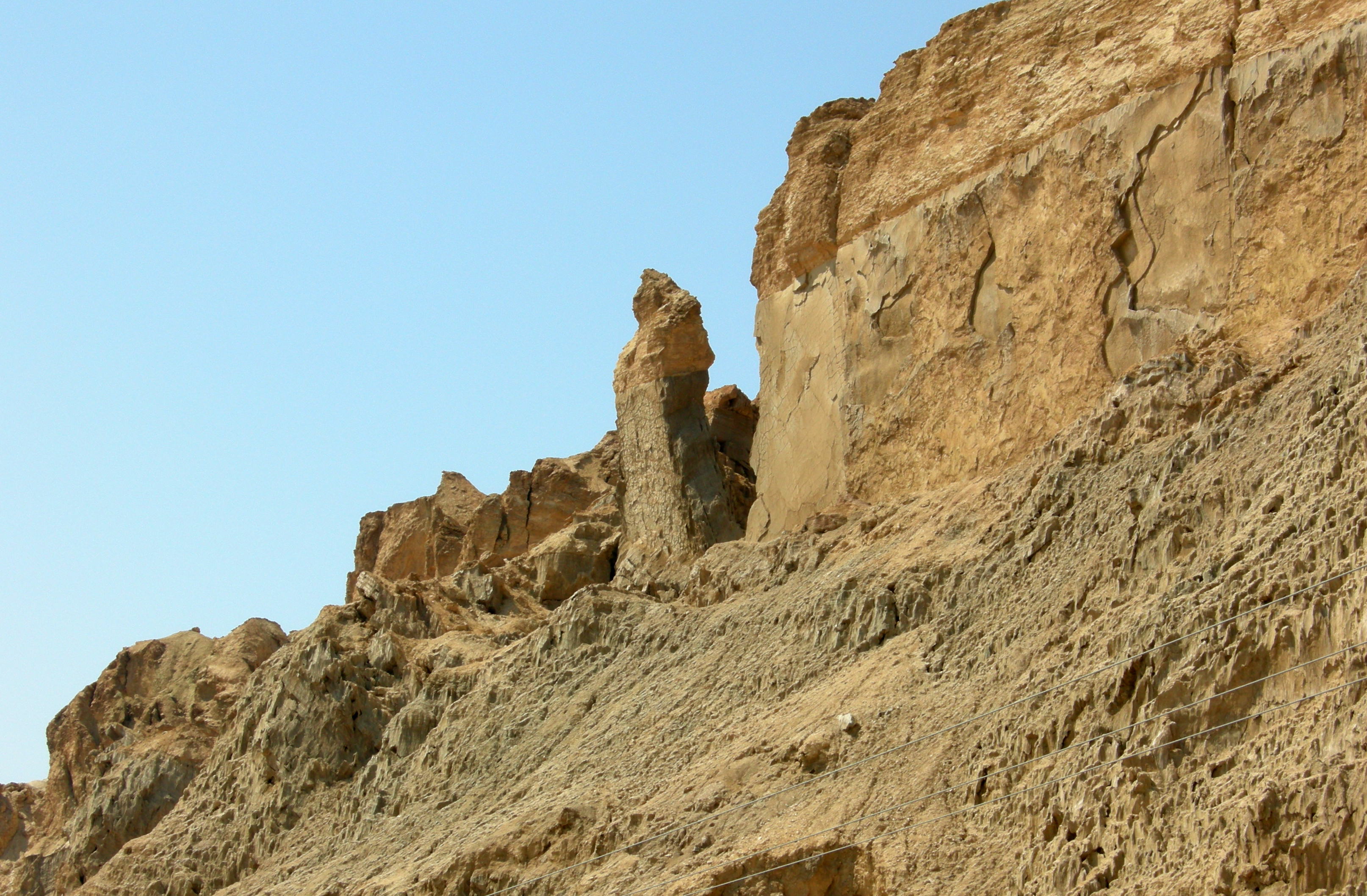
Le pilier de sel supposé figurer la « femme de Loth » sur le mont Sodome en Israël. Le pilier se compose de halite.

Les mythes et légendes abondent dans tous les pays et à toutes les époques pour expliquer les phénomènes naturels. Pendant des siècles, les mythologies des contrées circonvoisines de la Palestine furent étudiées en comparaison l’une de l’autre, mais jamais celles de la Palestine elle-même. Les légendes, telles que celle du pilier de sel, réputée être la statue de la femme de Loth, près de la mer Morte, furent universellement crues dans la chrétienté, de saint Jérôme jusqu’à Jean de Mandeville. Cependant, à partir du XVIe siècle, des voyageurs, comme Pierre Belon, affichèrent un scepticisme de plus en plus marqué, jusqu’à ce que William Francis Lynch, lieutenant de la marine américaine, qui navigua sur la mer Morte en 1847 et s’appliquait à justifier le récit biblique, décrivit le pilier de sel comme une superstition. White se félicite du changement d’opinion chez les théologiens sur ce point et conclut le chapitre en rappelant sa conviction, déjà exprimée dans l’introduction de son ouvrage : 

« Ce n’est que justice de dire qu’une très grande part de l’honneur de la victoire de la science dans ce domaine revient à des hommes ayant une formation de théologien. Il est du reste naturel qu’il en soit ainsi, attendu que peu d’autres se sont consacrés à travailler directement sur cette matière […]. Ils ont rendu à la religion un service plus grand encore qu’à la science, car ce sont eux pour le moins qui ont accompli les premiers pas sur la voie d’un abandon de cette croyance imposée en des mythes présentés comme vérités historiques, croyance devenue un très grave danger pour la chrétienté. En effet, les pires ennemis du christianisme n’auraient rien pu souhaiter de mieux que de voir les principaux chefs de ce christianisme prouver que celui-ci ne pouvait être adopté que par ceux qui acceptent comme étant historiques des assertions dont les hommes impartiaux à travers le monde savent qu’elles relèvent du mythe. […] Il vaut beaucoup mieux faire bon accueil au concours de la science, dans la conviction que toute vérité est une, et, à la lumière de cette vérité, faire en sorte que théologie et science œuvrent ensemble dans la constante évolution de la religion et de la moralité. »

Chapitre 19 Du Lévitique à l’économie politique
Les pères de l’Église, de Tertullien à saint Augustin, joignirent leur voix à celle de saint Basile pour condamner comme « monstre fécond » la pratique de l’argent prêté à intérêts, laquelle fut donc condamnée par les conciles depuis le Elvire en 304 jusqu’au concile de Vienne de 1311, tandis que les prêteurs étaient interdits de communion. Ce point de vue fut renforcé par Thomas d’Aquin et par Dante. Il s’ensuivit qu’il y avait peu de capital et peu de prêteurs : les taux d’intérêt montèrent à 40 % en Angleterre et à 10 % par mois en Italie et en Espagne. Les riches, n’ayant pas la possibilité d’investir leur argent, le dépensaient pour un mode de vie ostentatoire et les juifs étaient haïs comme prêteurs. Jean Calvin finit au XVIe siècle par rejeter les arguments métaphysiques d’Aristote et déclara que l’usure signifiait « intérêt illégal ou oppressif ». En revanche, le commerce et les échanges se ravivèrent dans les pays protestants, quoique plus lentement en Angleterre. Aucun changement ne survint dans les pays de tradition catholique jusqu’à ce que Benoît XIV ménagea en 1745 quelques ouvertures, sous l’espèce d’« occasions » et de « motifs spéciaux », en vertu desquels des intérêts pouvaient être demandés. En 1830, l’Inquisition à Rome décréta qu’en pratique les confesseurs ne devaient plus réprimander ceux prêtant de l’argent au taux légal. Peu à peu, l’Église renonça aux multiples manières qu’elle avait autrefois de régenter l’économie.
Chapitre 20 Des Oracles divins à l’analyse critique supérieure
Sous la Renaissance, Érasme observa qu’une référence à la Trinité, présente dans la Première épître de Jean, ne figurait pas dans les manuscrits primitifs et s’enhardit à omettre ladite référence dans son testament grec, provoquant un éclat. Luther à son tour supprima le même passage. Le grand savant juif Abraham ibn Ezra avait au XIIe siècle discrètement mis en doute la paternité mosaïque du Pentateuque, et quatre siècles plus tard, deux théologiens, l’un catholique et l’autre protestant, ressuscitèrent cette idée mais furent réduits au silence. La même idée fut reprise par Spinoza un siècle après. Au début du XIXe siècle, il fut démontré en Allemagne que pour une grande partie la loi cérémonielle ne date que de l’époque de la captivité à Babylone. Les méthodes critiques élaborées afin d’analyser l’histoire séculière furent appliquées à l’histoire sacrée. En 1860, Samuel Wilberforce, qui quelques mois auparavant avait bataillé avec Huxley à propos de l’évolution, s’en prit au recueil d’essais intitulé Essays and Reviews, lequel avait apporté cet esprit critique en Angleterre et causé une énorme tempête. À la fin du siècle, ce fut au tour de l’Église catholique d’avoir à affronter des tentatives similaires. Entre-temps cependant, les découvertes archéologiques en Assyrie et en Égypte étaient venues confirmer les interprétations critiques de l’Ancien Testament. L’étude objective allait s’étendre également au Nouveau Testament.

## Accueil
Dans un article de 1987, David Lindberg et Ronald Numbers, historiens des sciences, observent que « l’interaction entre science et christianisme était par trop riche et variée que pour être rendue par une quelconque formule simple » et notent :

« Nul ouvrage — pas même History of the Conflict between Religion and Science, livre à succès de John William Draper (1874) — a fait davantage que celui de White pour instiller dans l’esprit public la conscience des rapports conflictuels entre science et religion. Son Warfare continue à être édité jusqu’à aujourd’hui, et parut également en traduction allemande, française, italienne, suédoise et japonaise. Sa rhétorique militaire a captivé l’imagination de générations de lecteurs, et son abondant appareil de références, encore impressionnant à l’heure actuelle, dénote une solide érudition chez son auteur, éblouissant même les historiens du XXe siècle, qui devraient savoir mieux. L’historien des idées Bruce Mazlish certifia que la thèse de White a été établie « au-delà de tout doute raisonnable », et George Sarton, éminent historien des sciences enseignant à l’université Harvard, jugea à la fin de sa vie la thèse de White tellement convaincante qu’il insista à ce qu’elle fût élargie aux cultures non chrétiennes.

De tels jugements, quelque attrayants qu’ils puissent paraître aux yeux des ennemis du « créationisme scientifique » et d’autres menaces contemporaines à la science établie, s’effritent à la lumière d’un ensemble croissant de preuves de ce que White lisait le passé à travers des lunettes de vieux bretteur, et que lui et ses épigones ont déformé l’histoire afin de servir des buts idéologiques qui leur sont propres. Bien qu’il ne soit certes pas malaisé de trouver des cas de conflit et de controverse dans les annales de la chrétienté et de la science, des travaux récents ont montré que la métaphore guerrière n’était ni utile ni tenable pour rendre compte des rapports entre science et religion. »

Les mêmes auteurs ne se font pas faute de relever les inexactitudes et approximations de Dickson White sur un ensemble de points précis, en particulier sur le cas de l’héliocentrisme et de Copernic, sur lequel les auteurs s’attardent longuement, signalant que ce dernier ne craignait pas tant les autorités ecclésiastiques (qui avaient sans état d’âme envisagé la thèse héliocentrique dans les siècles précédents) que ses confrères scientifiques. La thèse d’une « guerre engagée par la chrétienté contre la science » ne tient pas, ajoutent ces historiens, attendu que « les participants se qualifiaient tous de chrétiens et que tous reconnaissaient l’autorité biblique ».
Le journaliste et essayiste anti-clérical Tom Flynn, qui rédigea une nouvelle préface à History of the Warfare, déclare :
« Le motif de la guerre, qui fut répandu au XIXe siècle, n’a pas résisté au passage des ans et la plupart des historiens des sciences et de la religion s’en sont distanciés. Les attitudes actuelles vont du naturalisme méthodologique au non-recouvrement des magistères (NOMA, selon le sigle anglais) de Stephen Jay Gould, encore que le conflit soit toujours à l'ordre du jour entre créationnistes et scientifiques, comme p.ex. entre Richard Dawkins et Daniel Dennett ».
L’historien des sciences Ted Davis note :

« White, qui était lui-même historien, a gravé dans l’esprit de plusieurs générations la narration d’une science éclairée et progressiste triomphant de la théologie ignorante et obscurantiste, et donné le ton de nombre d’autres études historiques sur la science et la religion. Dans les dernières décennies cependant, les historiens des sciences ont résolument rejeté la vision d’une ‘guerre’ en même temps que beaucoup des mythes largement admis que White et Draper promulguèrent — tels que l’affirmation fictive selon laquelle Jean Calvin cita Psaume 93 contre Nicolas Copernic, ou l’assertion totalement infondée que la plupart des chrétiens avant Christophe Colomb croyaient en une terre plate. Par l’insistance à vouloir faire inscrire dans une grille conceptuelle médiocrement choisie tous les aspects de l’histoire des sciences et de la religion, la thèse de la ‘guerre’ mentit par grossière simplification et conduisit de nombreux chercheurs à délaisser la grande quantité de matière historique qui n’entrait pas dans cette grille. »

Ted Davis souligne que « tout au long de la révolution scientifique, l’on tenait pour acquis que religion et science étaient étroitement imbriqués ; toutes deux étaient nécessaires à une compréhension complète du monde. De fait, la méthode scientifique moderne est dans une mesure significative un produit de réflexions théologiques au sujet de Dieu, la nature et l’esprit humain ».
Enfin, Ronald Numbers a affirmé, dans un recueil d’essais examinant les inexactitudes commises par White et d’autres, que « les historiens des sciences savaient depuis des années que les exposés de White et de Draper relevaient davantage de la propagande que de l’Histoire ».

## Ouvrages critiques
En réaction à plusieurs des affirmations de White, James Joseph Walsh publia en 1908 un ouvrage d’histoire intitulé The Popes and Science: The History of the Papal Relations to Science During the Middle Ages and Down to Our Own Time (litt. les Papes et la Science : Histoire des relations papales à la science sous le Moyen Âge et jusqu’à nos jours).